# Азорская экспедиция 1589 года
Азорская экспедиция 1589 года, также известная как Третья экспедиция Камберленда — серия конфликтов на Азорских островах в период с августа по сентябрь 1589 года, произошедших в ходе английской военной экспедиции под руководством Джорджа Клиффорда, 3-го графа Камберленда, во время англо-испанской войны. Все острова Азорского архипелага подверглись нападению либо из-за провизии, либо ради испанских и португальских трофеев. Было захвачено несколько португальских и испанских кораблей, а также произошло сражение при Фаяле, в результате которого были взяты форт и главный город, который впоследствии был разграблен и сожжён. Англичане смогли вернуться домой невредимыми, захватив в общей сложности тринадцать призов — экспедиция была успешной и принесла инвесторам хорошую прибыль, хотя многие люди погибли от болезней и штормов.
Экспедиция также была научной, поскольку выдающийся математик и картограф Эдвард Райт провёл навигационные исследования, которые впервые объяснили математическую основу проекции Меркатора.

## Предыстория
В силу Иберийской унии англо-португальский «договор о вечной дружбе, союзе и альянсе» 1373 года был приостановлен, и поскольку англо-испанская война всё ещё продолжалась, португальское судоходство считалось справедливой целью для Королевского флота. В результате Азорские острова и острова Зелёного Мыса также подвергались нападениям — отчасти это было связано с притоком испанских торговцев на острова в результате унии, а также из-за того, что испанские галеоны с сокровищами могли пополнить здесь запасы продовольствия перед последним этапом своего путешествия в Испанию.
С организацией Английской армады королева Елизавета I также одновременно санкционировала отдельную частную экспедицию на Азорские острова. Джордж Клиффорд, 3-й граф Камберленд, был назначен командующим частной экспедиции, в которую он пошёл с несколькими кораблями, включая Victory, Meg, Margaret, каравеллу и два других вспомогательных судна. Уильям Монсон, которому в то время было 20 лет, был вторым по команде капитаном Margaret. Камберленд отплыл 18 июня 1589 года из Плимута и направился к побережью Испании.

## Экспедиция
Приближаясь к испанскому побережью, корабли Камберленда захватили несколько судов Французской католической лиги и фламандских судов с рыбой из Ньюфаундленда на сумму 4500 фунтов стерлингов, которые были отправлены богатому торговцу в Лиссабоне. Камберленд поплыл дальше и 1 августа достиг Азорских островов, а затем расположился там, ожидая прохода галеонов из Испанской Америки. Через несколько дней Камберленд решил атаковать группу островов, чтобы захватить припасы и все корабли, которые там находились.

### Сан-Мигел и Флориш
Первая атака Камберленда пришлась на Сан-Мигел. Он поднял испанский флаг, чтобы обмануть иберийские силы, и направился в столицу Понта-Делгада, где застал врасплох и захватил недалеко от берега четыре небольшие португальские каракки. Они были нагружены оливковым маслом и 30 бочками мадеры, а также шерстяной тканью, шёлком и тафтой.
14 августа флот Камберленда причалил к острову Флориш за водой и едой, но пребывая на острове, англичане получили разведданные о некоторых испанских и португальских кораблях, стоявших на якоре у острова Терсейра. После быстрого ремонта и сбора продовольствия англичане не мешкая отплыли к этому острову.

### Терсейра
По прибытии к Терсейре Камберленд вошёл в залив Ангра, но был замечен и некоторые англичане были схвачены, а потому английский флот немедленно начал атаку на испанские и португальские корабли. В нападении ему помог другой английский корабль, Barke of Lyme, который был одним из судов сэра Уолтера Рэли под командованием капитана Марксбери, который случайно в это время оказался в тех краях. Попытка захватить большую тяжеловооружённую португальскую каракку провалилась и ей удалось скрыться. Однако другую португальскую каракку, которая пришла из Малакки и Индии, английские моряки взяли на абордаж и захватили. Всего в результате боя было захвачено семь кораблей, в том числе испанские корабли Nuestra Señora del Loreto, San Juan, El Espiritu Sanctu и San Cristobal, прибывшие из Испанской Америки. Среди их товаров были шёлк, золото, серебро и фарфор. С двух португальских кораблей Камберленд забрал грузы слоновьих зубов, зерна, кокосов и шкур гвинейских коз. Пока бушевал бой, английским пленникам на острове удалось сбежать, украсть небольшую лодку и впоследствии они были спасены Margaret. После захвата и уничтожения судов английские корабли собрали немного воды дальше вокруг острова и отплыли к острову Фаял.

### Фаял
6 сентября 1589 года английский флот прибыл к острову Фаял и вошёл в гавань Орта. Английские корабли подошли к форту Санта-Крус, который доминировал в гавани, и потребовали сдачи крепости. Однако губернатор отказался, заявив, что их «клятва и верность лежат на короле Филиппе Испанском». После этого 300 английских солдат высадились на пляже Лагоа и атаковали сначала порт, а затем поселение. Они разграбили здания, в результате чего жители были вынуждены бежать вглубь острова. В течение четырёх дней солдаты грабили имущество жителей в дополнение к требованию выкупа в размере 2 тыс. дукатов. В конечном итоге выкуп был выплачен властями, в основном серебром церквей, здания которых также не пощадила ярость англичан. Когда они атаковали форт, его защищали менее 50 испанских и португальских солдат и после некоторого сопротивления он был быстро захвачен. При этом, однако, губернатор Диего Гомес смог получить охранную грамоту лично от Камберленда. В результате нападения Камберлендом было захвачено и вывезено 58 железных орудий, а фундамент, на котором они стояли, была разрушена. Здания внутри форта были сожжены.
После того, как добыча была переправлена на английские корабли, флот отплыл к близлежащему острову Грасиоза, где также совершил нападение. Однако португальские жители деревни немедленно выставили флаг перемирия и привезли около 60 тонн вина, а флоту доставили свежую еду, после чего англичане отплыли с острова. К этому времени испанский флот с сокровищами только что вошёл в гавань Терсейры и Камберленд не знал, что пропустил их, пока был на Грасиозе.

### Санта-Мария
Следующий трофей был взят у острова Санта-Мария, которым оказаллась небольшая португальская каракка, прибывшая из Колониальной Бразилии с грузом сахаром. Однако на этот раз не обошлось без ожесточенного сражения, в котором англичане потеряли двух человек, а ещё 16 было ранено. Камберленд послал Margaret, которая была не в состоянии продолжать экспедицию, чтобы сопровождать в Англию захваченное судно со многими ранеными на борту. Вскоре после этого Камберленд спланировал атаку на укрепления острова, что и было предпринято по совету капитана Листера.
Высадившись в Вила-ду-Порту, они поднялись на скалистые утесы Консейсан, но были встречены огнём защитников под командованием капитан-майора Браша Соареша де Альбергарии и его адъютанта Андре де Созы. Португальцы забросали английских солдат камнями со скал, вызвав беспорядок и смятение, в конечном итоге заставив англичан отказаться от дальнейших действий, отступить побросав лодки, мушкеты и абордажные сабли. Сам Камберленд был ранен в бок, голову и ноги, а капитан Листер был ранен в плечо.
Люди Камберленда остались зализывать раны, выжидая на своих кораблях у острова. Через несколько дней они увидели приближающееся судно, на которое напали и быстро захватили — португальское судно водоизмещением 110 тонн, везущее из Бразилии 410 ящиков сахара и большое количество бразильской древесины. Затем, действуя на основе информации, полученной на судне, отправились в погоню за плывшим с португальцами испанским судном Nuestra Señora de Guia. Два дня спустя Victory заметила его, догнала судно, разбила, а затем взяла на абордаж при поддержке Meg. После короткой ожесточённой схватки судно сдалось. Капитан оказался итальянецем, который в экспедиции потратил 25 тыс. дукатов. Камберленд был поражён увиденным: судно было загружено шкурами, кошенилью и несколькими ящиками с сахаром, а также фарфоровой посудой, серебряными тарелками и серебром.
Оставшиеся суда направились к побережью Испании, а флот отправился домой, рассчитывая вернуться до Рождества со своими богатыми трофеями.

## Картографические исследования
Маршрут экспедиции был предметом первой карты, подготовленной выдающимся английским математиком и картографом Эдвардом Райтом.
В 1599 году, через десять лет после экспедиции, Райт создал и опубликовал первую карту мира, созданную в Англии, и первую, использовавшую проекцию Меркатора после оригинальной карты Герарда Меркатора 1569 года. Вместе они были опубликованы в Certaine Errors в 1599 году.

## Последующие события
После общего успеха экспедиция вернулись в Англию, но по пути флот сильно пострадал от штормов. Голод и болезни также нанесли свой урон. Многие умерли от жажды на обратном пути, когда вода закончилась, а эффективность сбора припасов преследовала всю экспедицию. После короткой остановки в Ирландии для пополнения запасов из-за сильных ветров, гонявших их туда, вскоре до них дошли новости о том, что английское судно, Margaret с самыми богатыми трофеями с Nuestra Señora de Guia, потерпело кораблекрушение у берегов Корнуолла около залива Маунтс. Капитан Листер и вся команда, за исключением шести человек, утонули. Тем временем суда с трудом из-за сильных штормов шли к Плимуту. Им, в конце концев, пришлось отказаться от идеи высадиться в том месте, откуда они отплыли, и вместо этого 27 декабря вернуться в Фалмут. Камберленд привёз тринадцать крупных трофеев разных размеров и с разной степенью прибыли. Когда он добрался до Лондона, от семьи пришло известие, что умер его старший сын, но родилась дочь.
На Азорских островах форты были отремонтированы и укреплены, но у них было недостаточно артиллерии, поэтому гарнизон мало что мог сделать, чтобы помешать кораблям выгружать свои силы. Так было в августе 1597 года, когда Уолтер Рэли и его люди атаковали, разграбили и подожгли деревню Орта во время походов Роберта Деверё, 2-го графа Эссекса.